# Petrus Wedemeijer (1816-1883)

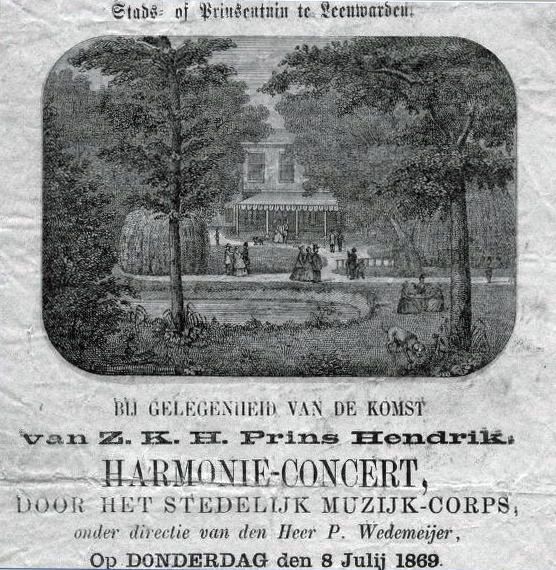
Ankondiging concert in de Prinsentuin in Leeuwarden onder directie van Wedemeijer

Petrus Wedemeijer jr. (Leeuwarden, 4 januari 1816 – aldaar, 9 april 1883) was een Nederlands dirigent/kapelmeester.

## Leven en werk
Wedemeijer was een zoon van de muziekmeester Johannes Franciscus Wedemeijer (1790-1829) en Anna Magdalena Borgh (ook Borg en Borch). Zijn vader nam dienst bij de marine en overleed in 1829 aan boord van het fregatschip Bellona toen hij dertien jaar oud was. Na het overlijden van zijn vader kon hij samen met zijn moeder intrekken bij zijn grootvader de kapelmeester Petrus Wedemeijer senior.  Petrus groeide in dit gezin samen op met Nicolaas Wedemeijer (1816-1901), de jongste zoon van zijn opa. Hijzelf huwde op 27 april 1837 te Breda met Lucia Bruijnen. Hun zoon Frans Wedemeijer bracht het tot tweede dirigent van het Concertgebouworkest.
In 1833 trad Wedemijer jr. voor het eerst als muzikant op in het orkest van zijn grootvader. In 1836 werd hij opgeroepen voor militaire dienst. Hij kwam te dienen in het 8e regiment infanterie. Dat regiment was van oorsprong gelegen in Friesland, maar was tijdens de Belgische Revolutie gelegerd in Breda. Toen dat conflict beëindigd was, trok het regiment van stad tot stad, verbleef even in Bergen op Zoom en Amsterdam, maar trok weer noordwaarts. In 1842 werd hij ontslagen uit militaire dienst en bood zich in zijn geboorteplaats Leeuwarden aan als "Muzijkmeester aan het fatsoenlijke publiek, op zoodanige instrumenten, als waartoe hij onder leiding zijns grootvaders, de noodige kennis vermeent verkregen te hebben". In 1844 richtte hij een tweetal orkesten op "Apollo" en "Harmonie". In 1845 werd hij kapelmeester van het grote harmonieorkest "Euphonia". Hij kruiste vervolgens de degens met het symfonieorkest "Crescendo" van Ludwig Kufferath. De strijd bleek uiteindelijk onnodig, want de twee fuseerden tot Euphonium-Crescendo. Afhankelijk van welke muziek gespeeld werd, dirigeerde de een of de ander. Toen in 1853 Kufferath vertrok, bleef Wedemeijer als enige dirigent over. Op 28 maart 1860 begeleidde het orkest een beginnende pianist: Richard Hol. Parallel aan deze ontwikkelingen was Wedemeijer leider van het orkest van de Leeuwardensche Schuttery. Ook hierbij trad hij in de voetsporen van zijn grootvader. In 1860 werd duidelijk dat ook deze twee orkesten te veel waren voor één stad en één man. Het schutterij-orkest kwam onder leiding van Hendrik Smeding. In januari 1865 werd echter begonnen met de voorbereidingen voor een nieuw orkest en op 3 mei 1865 kon begonnen worden met het Stedelijk Muziekcorps. De leiding was in eerste instantie in handen van Smeding, doch die werd al snel vervangen door Wedemeijer. Smeding zou deels aan drank ten onder gaan. Het orkest gaf een concert en de raadsleden uit Leeuwarden die eerst tegensputterden gingen overstag. Het kreeg een startkapitaal en op 3 mei 1865 was er het nieuwe orkest.
Wedemeijer leidde tevens een muziekschool in Leeuwarden, maar werd rond 1880 voorbijgestreefd door de nieuwe leider voor muziek in Friesland Maurice Hageman, de vader van de pianist Richard Hageman. Het zette kennelijk geen kwaad bloed, want zowel Wedemeijer (voor de pauze) als Hageman (na de pauze) stonden op de bok tijdens het openingsconcert van De Harmonie op 7 november 1881. 
Wedemeijer schijnt ook nog enig werk gecomponeerd te hebben, zoals een concertino voor dwarsfluit en orkest, doch daar is niets van teruggevonden.